# Baratia sari
Baratia sari is een rechtvleugelig insect uit de familie van de sabelsprinkhanen (Tettigoniidae). De wetenschappelijke naam van deze soort is voor het eerst voorgesteld door David Llucià Pomares in een publicatie uit 2021.
De soort komt voor in de Pyreneeën van Andorra tussen 2230 en 2270 meter boven zeeniveau.